# Allanagar, Koppal
Allanagar là một làng thuộc tehsil Koppal, huyện Koppal, bang Karnataka, Ấn Độ.